# John Garang
John Garang de Mabior (ur. 23 czerwca 1945 w Wanglei, Dżunkali, zm. 30 lipca 2005 w New Site) – południowosudański wojskowy i polityk, przywódca ruchu partyzanckiego. Prezydent Autonomicznego Regionu Sudanu Południowego od 9 stycznia 2005 do 30 lipca 2005.

## Życiorys
Garang pochodził z najliczniejszego na południu Sudanu plemienia Dinków. Brał udział w I sudańskiej wojnie domowej, a po jej zakończeniu (1972) wstąpił do armii, gdzie dosłużył się stopnia pułkownika. Studiował w Stanach Zjednoczonych.
W 1983 stanął na czele Ludowej Armii Wyzwolenia Sudanu. W tym samym roku wybuchła trwająca ponad 20 lat wojna domowa między islamską północą a chrześcijańskim i animistycznym południem kraju. Konflikt pochłonął 1-2 mln ofiar, kolejne 4 miliony ludzi zostało przesiedlonych. 
Na mocy podpisanego w 2005 przez rząd Sudanu oraz Ludową Armię Wyzwolenia Sudanu porozumienia pokojowego południe uzyskało autonomię, a Garang został pierwszym prezydentem Sudanu Południowego i wiceprezydentem Sudanu. Funkcje pełnił od 9 stycznia 2005 do dnia swojej śmierci. 
Zginął w wypadku śmigłowca, powracając z Ugandy. Na wieść o jego śmierci na południu Sudanu wybuchły zamieszki. Następcą Garanga został Salva Kiir Mayardit.